# Ostracion nasus
Ostracion nasus és una espècie de peix de la família dels ostràcids i de l'ordre dels tetraodontiformes.

## Morfologia
Els mascles poden assolir 30 cm de longitud total.

## Hàbitat
És un peix marí, de clima tropical i associat als esculls de corall que viu entre 2-80 m de fondària.

## Distribució geogràfica
Es troba des de Sri Lanka i Sumatra fins a Fiji, les Filipines, República de Palau i Chuuk.

## Observacions
És verinós per als humans.